# 황일봉
황일봉(1957년 12월 8일 ~ )은 대한민국의 정치인이다. 제4·5대 광주 남구청장을 역임했다.

## 역대 선거 결과
|  | 74.8% |

|  | 33.87% |

|  | 46.94% |

|  | 50.98% |

|  | 42.79% |